# Emanuel Krescenc Liška
Emanuel Krescenc Liška (19. dubna 1852 Mikulovice – 18. ledna 1903 Bubeneč) byl český malíř a ilustrátor.

## Život a dílo
Narodil se v rodině správce statku (Wirtschafdirektor) v Milevsku Matyáše Lišky a jeho manželky Veroniky. Krátce po jeho narození se rodina přestěhovala do Milevska. Otec brzy zemřel a Emanuel se s matkou přestěhoval do Prahy, kde absolvoval vyšší reálku. Matka zemřela v roce 1868, když bylo Emanuelovi šestnáct let, a po rodičích nezbylo téměř žádné dědictví. V letech 1869–1877 vystudoval monumentální malířství na Akademii výtvarných umění v Praze, pod vedením profesorů J. M. Trenkwalda, Antonína Lhoty a Jana Swertse. Jako mnozí z jeho spolužáků neměl dostatek financí a vydělával si během studia na živobytí drobnými kresbami, ilustracemi (např. k Havlíčkovu Křtu svatého Vladimíra), doučováním a jako asistent kreslení na gymnáziu. V letech 1878-1879 studoval ještě na Akademii v Mnichově a díky Klárovu stipendiu absolvoval studijní pobyt v Římě.
Prvními většími úspěchy byla druhá cena v soutěži na výzdobu Národního divadla za skici pro chodbu Národního divadla a zakázka od pražského magistrátu na zhotovení kopie Mánesovy kalendářní desky na staroměstském orloji.
V roce 1879 společně s Jakubem Schikanedrem vyhrál soutěž na výzdobu královské lóže Národního divadla; jejich historické vlysy Tři doby země české později shořely při požáru. Za ušetřené peníze z cen odjel studovat na malířskou akademii do Mnichova. Po návratu vytvořil velké obrazy:
- Zjevení Astarty Manfrédovi, námět z dramatické básně Lorda Byrona̟; za obraz dostal státní stipendium.
- Hagar lkající v poušti nad mrtvým Ismaelem (1882).
- Ukřižování Páně nástěnný obraz v kapli sv. archanděla Rafaela v Klárově ústavu slepců, za nějž získal Klárovo římské stipendium  na dvouletý studijní pobyt v Itálii, především v bydlel Římě.

V souladu s podmínkami stipendia vytvořil několik monumentálních obrazů s tematikou z římské historie a křesťanství: 
- Římskému císaři Maximianovi se zjevují jeho oběti: svatí mučedníci Šebestián, Pankrác a Anežka Římská (signováno E. K. Liška Roma). Obraz na pražské výstavě nešťastnou náhodou shořel.[6]. Dochovala se litografie díla a  malovaná skica v Národní galerii v Praze.[7]
- Michelangelův sen (zjevení Mojžíše)
- Kristus na hoře Olivetské (Řím, 1888)

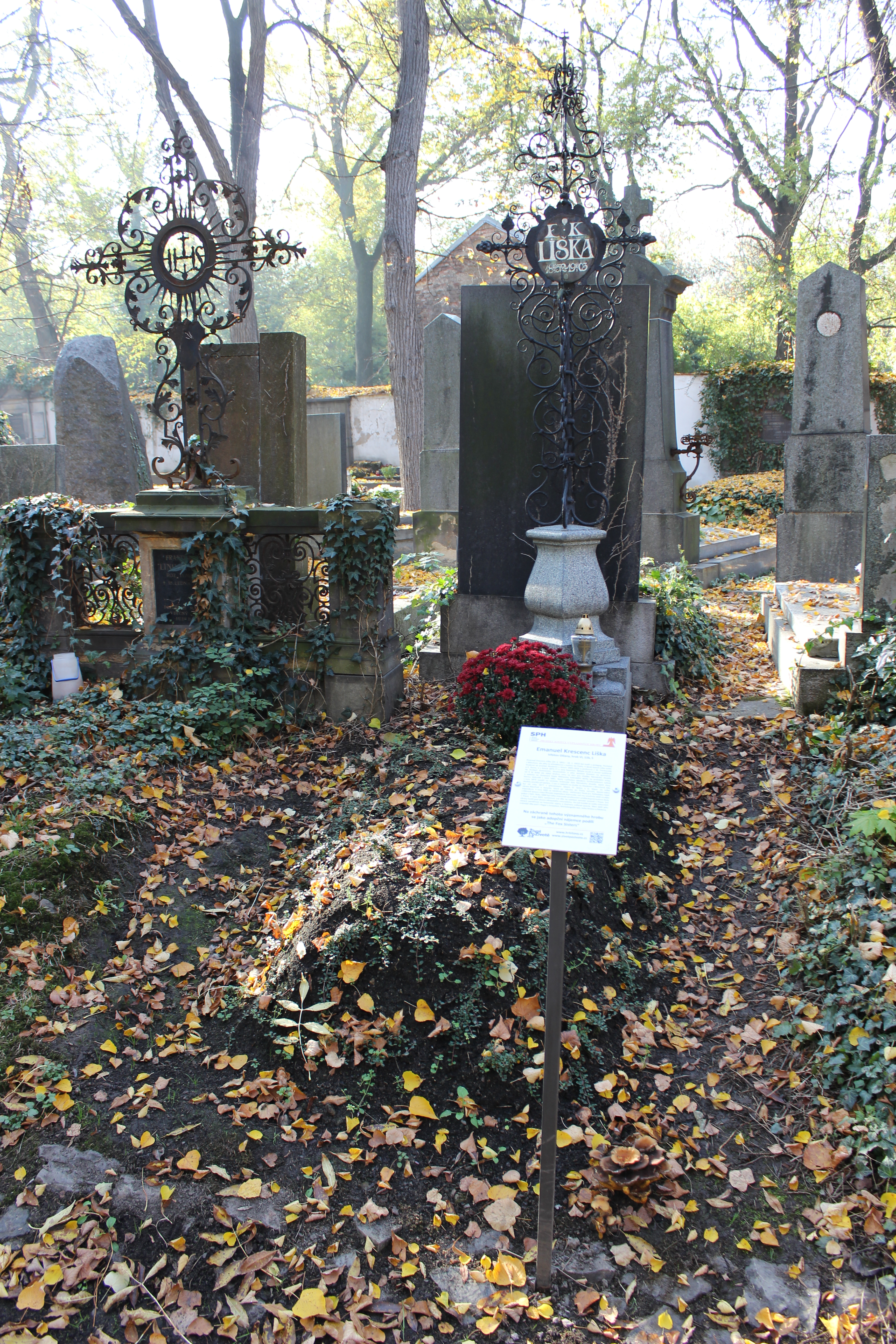
Hrob Emanuela Krescence Lišky v Praze: Olšanský hřbitov (VI, odd. 11b, hrob 5)

- Kristus a Madona, tyto obrazy byly vystaveny roku 1888 jednak na Liškově samostatné výstavě ve Skleněném paláci v Mnichově, a dále téhož roku v pražském Rudolfinu.[9] Poslední dva jmenované obrazy se objevily také na Jubilejní zemské výstavě v Praze 1891.
- Vdovec' (nad kolébkou dítěte)
- Lady Macbeth
- Pierot v parku
- Dřímající mnich
- Mater dolorosa' (Trpící bolestná Vlast)
- Vesnické námluvy (1896)

Roku 1888 byl Liška jmenován profesorem figurální a dekorativní kresby na státní Uměleckoprumyslové škole v Praze. Výrazným tématem jeho prací je noc s měsícem. Vedle biblických a církevních námětů obrazů se zaměřoval na historické výjevy a ilustrace světové poezie.

## Rodina, úmrtí a památka
Emanuel Krescenc Liška se 26. září roku 1892 u sv. Jindřicha v Praze oženil s Růženou Cífkovou (* 1874), dcerou pražského hostinského a hoteliéra Antonína Cífky. Měli dva syny, starší Jaroslav (* 1893) se stal malířem, mladší Vladimír Václav (* 1897) se orientoval na praktické zaměstnání.
Liška zemřel v důsledku zápalu a otoku plic.
Liška za svého života prodal jen málo obrazů, ale zanechal rozsáhlou uměleckou pozůstalost.
Na jeho smrt reagoval Bohdan Kaminský básní In memoriam.

## Galerie

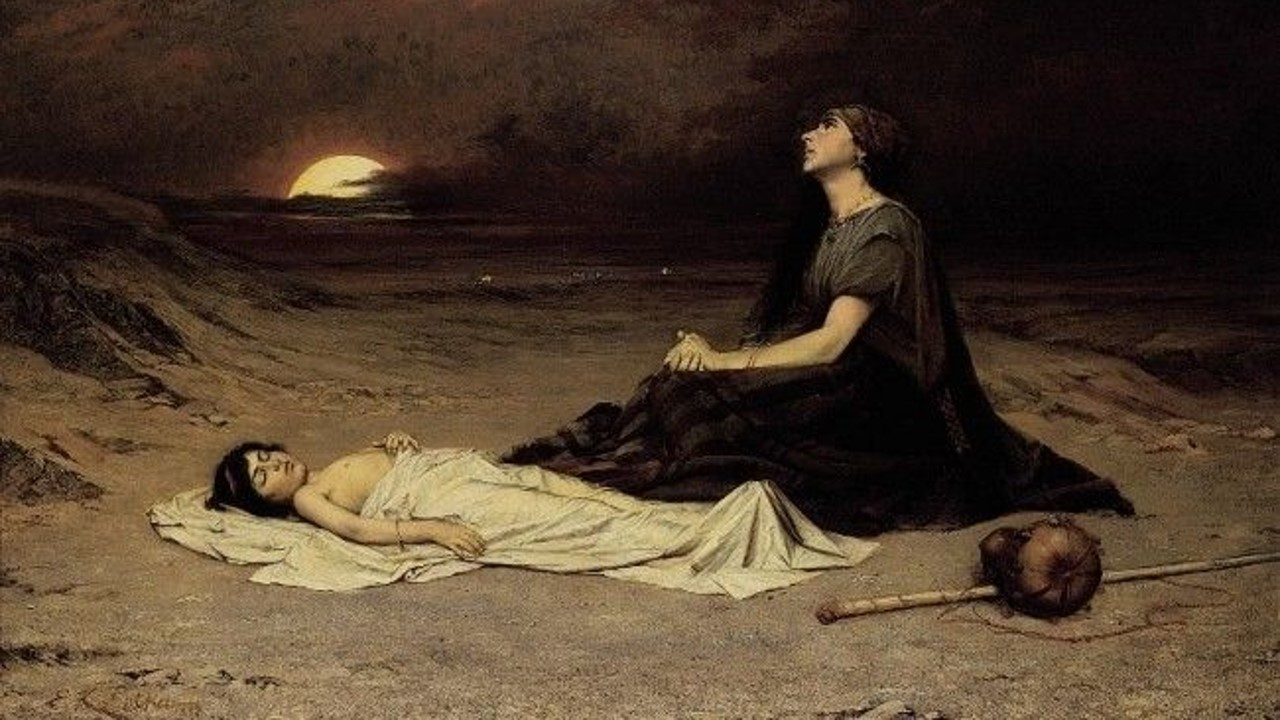
Hagar a Izmael na poušti
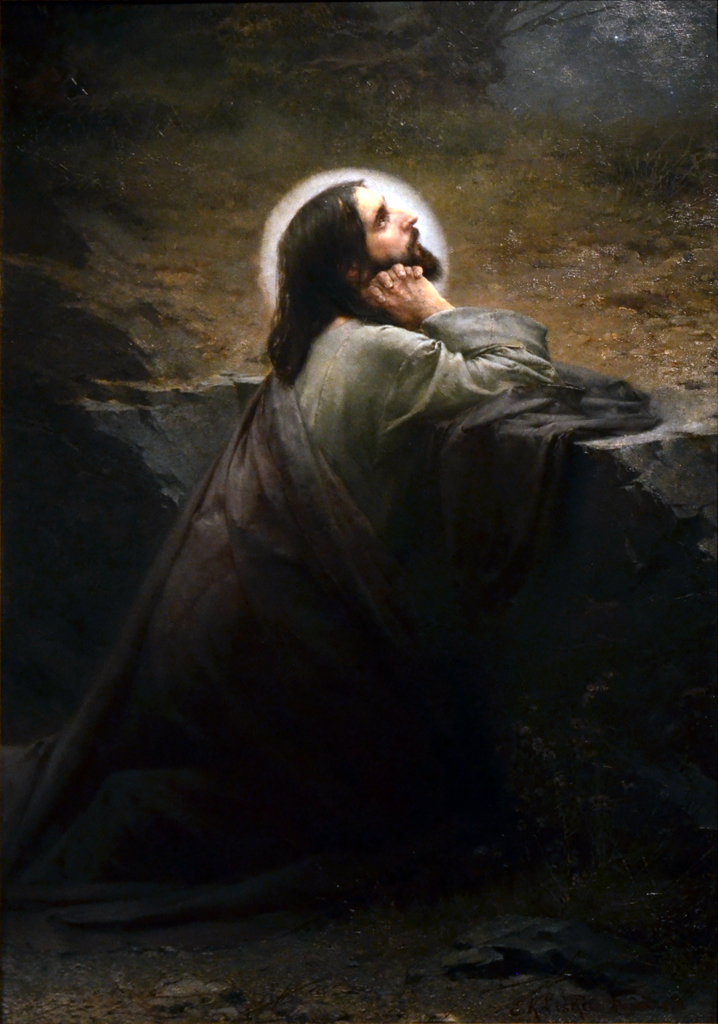
Kristus na hoře Olivetské (1886)
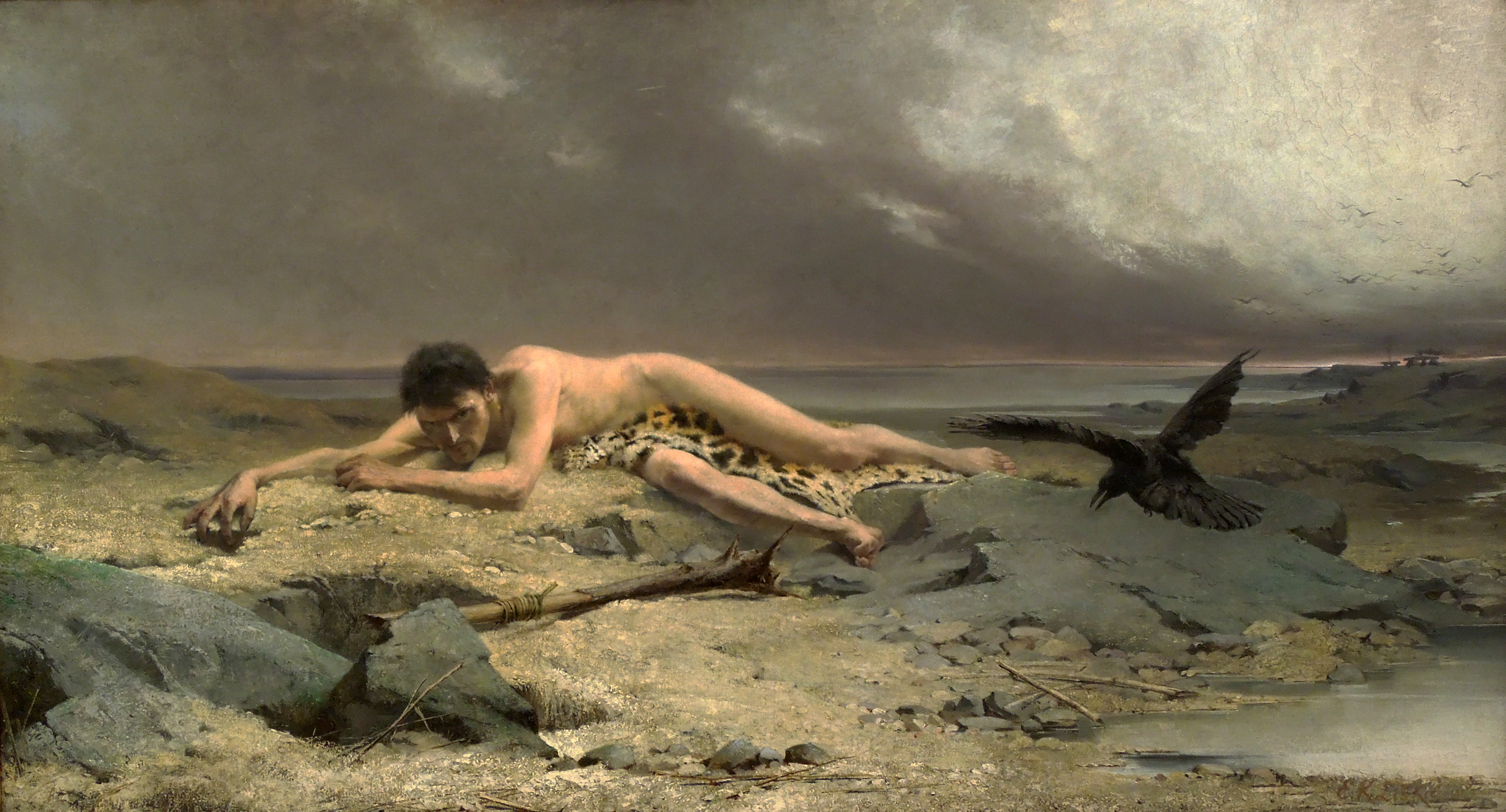
Umírající Kain (1885)
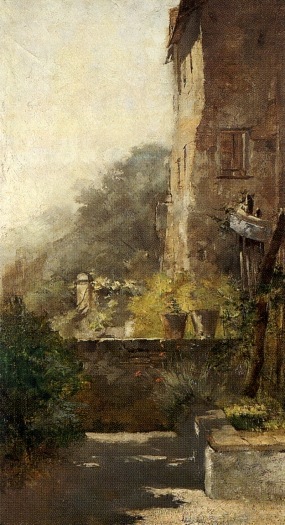
Italská vila
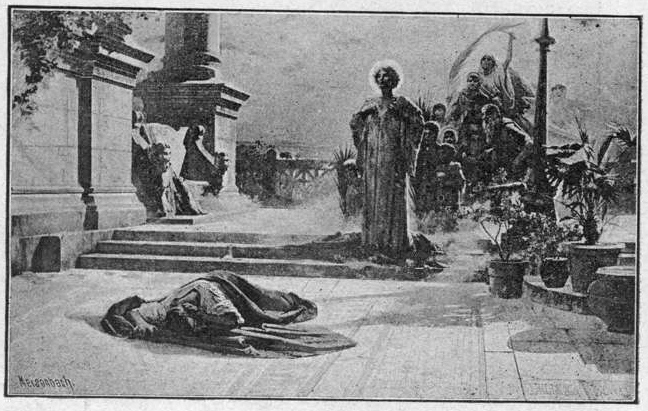
Císaři Maximianovi se zjevují oběti (1888)
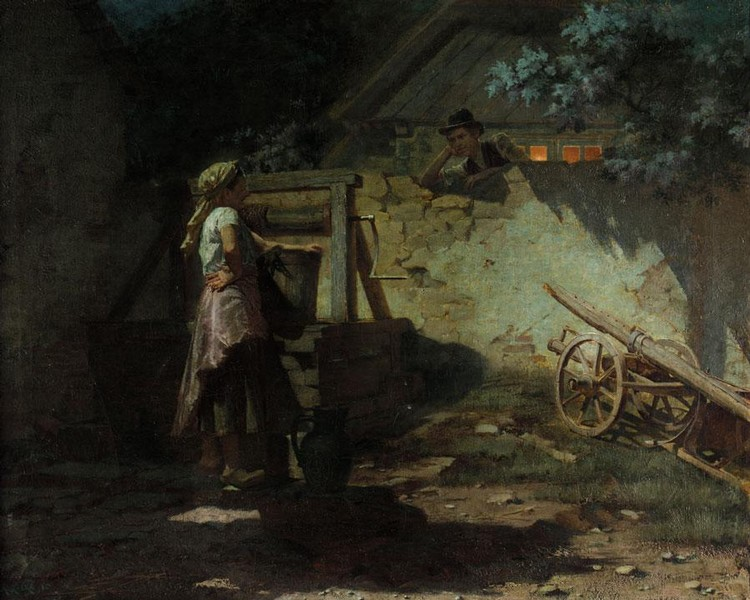
Vesnické námluvy (1896)